# Eudore (Néréide)
Pour les articles homonymes, voir Eudore.
Dans la mythologie grecque, Eudore (en grec ancien Εὐδώρη / Eudốrê) est une Néréide, fille de Nérée et de Doris, citée par Apollodore et Hésiode dans leurs listes de Néréides.

## Fonctions
Eudore est la Néréide des beaux cadeaux de la mer.

## Famille
Ses parents sont le dieu marin primitifNérée, surnommé le vieillard de la mer, et l'océanide Doris. Elle est l'une de leur multiples filles, les Néréides, généralement au nombre de cinquante, et a un unique frère, Néritès. Pontos (le Flot) et Gaïa (la Terre) sont ses grands-parents paternels, Océan et Téthys ses grands-parents maternels.

## Évocation moderne
La Néréide Eudore apparait comme personnage secondaire récurrent dans la série Percy Jackson de Rick Riordan. Elle apparait d'abord dans Le Voleur de foudre, premier volume de la série, sans que son nom ne soit cependant cité, n'apparaissant de nouveau, cette fois identifiée, que dans la nouvelle trilogie continuant les aventures de Percy Jackson, d'abord dans Le Calice des dieux puis dans Wrath of the Triple Goddess. Elle devrait également apparaitre dans le troisième volume de la série.